# Dzień Niepodległości (Indie)
Dzień Niepodległości (hindi स्वतंत्रता दिवस) – święto państwowe w Indiach, obchodzone corocznie 15 sierpnia dla upamiętnienia wyzwolenia się Indii spod ponad 200-letniego panowania imperium brytyjskiego wraz z wejściem w życie dokumentu Indian Independence Act 1947 15 sierpnia 1947 roku. Jest to dzień wolny od pracy. 

## Tło historyczne

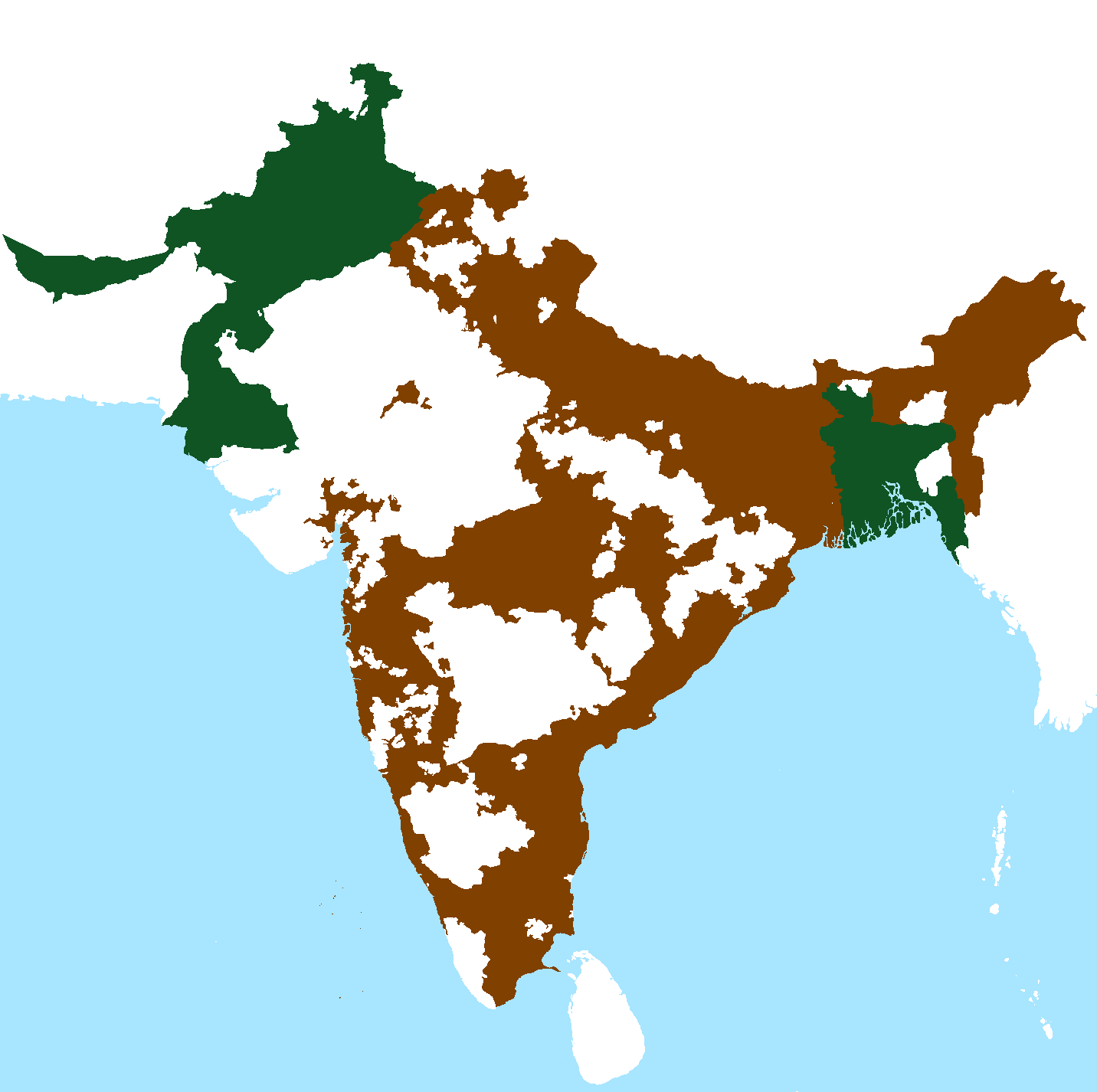
Indie (brąz) i Pakistan (zieleń) 15 sierpnia 1947 roku; białe pola stanowiły państwa książęce

Stopniowe rozszerzanie się wpływów imperium brytyjskiego na subkontynencie indyjskim za sprawą Brytyjskiej Kompanii Wschodnioindyjskiej (zob. rządy Brytyjskiej Kompanii Wschodnioindyjskiej w Indiach) doprowadziło kolejne regiony Indii do utraty niepodległości. W 1757 roku Bengal utracił niepodległość po bitwie pod Palasi. Wielka Brytania formalnie przejęła władzę w Indiach w 1857 roku po upadku Państwa Wielkich Mogołów, którzy rządzili Indiami od 1526 roku; powstały Indie Brytyjskie. Odzyskanie niepodległości poprzedzał indyjski ruch niepodległościowy – m.in. aktywizm Mahatmy Gandhiego, działalność ruchu Quit India założonego w 1942 roku oraz powstanie marynarzy Royal Indian Navy, prowadzone od 18 do 23 lutego 1946 roku. Dokument Indian Independence Act 1947 zakładał podział Indii i stanowił, że Indie oraz Pakistan uzyskują niepodległość z dniem 15 sierpnia 1947 roku. Do najważniejszych zadań nowopowstałego państwa należała konsolidacja terytorium, które było podzielone na tereny pod bezpośrednim zwierzchnictwem brytyjskim i 565 państw książęcych. Wcielenie ich do Indii nieraz wymagało nacisku armii indyjskiej, jak było w przypadku Hajdarabadu i Dźunagadhu. Władca księstwa Dżammu i Kaszmiru chciał zachować niepodległość, jednak ostatecznie jego ziemie również zostały wcielone do Indii, czego konsekwencją była I wojna indyjsko-pakistańska. Przyłączono do Indii także kolonie francuskie i portugalskie, w tym Goa.

## Dzieje obchodów
15 sierpnia 1947 roku obchody odzyskania niepodległości zorganizowano w Czerwonym Forcie w Dehli. Zaprzysiężony tegoż dnia pierwszy premier Indii Jawaharlal Nehru proklamował tamże niepodległość Indii i wywiesił flagę Indii na bramie Lahori w Dehli. 16 sierpnia 1947 roku premier wygłosił przemówienie w Czerwonym Forcie. Obchody zorganizowano także przed gmachem Parlamentu w Nowym Delhi. Corocznie premier wywiesza flagę Indii w Czerwonym Forcie na pamiątkę wydarzeń z 1947 roku.
25. rocznica przypadła w 1972 roku po zakończeniu wojny indyjsko-pakistańskiej za czasów Indiry Gandhi, która wówczas zaleciła skromne obchody. Wyemitowano znaczek pocztowy z wizerunkiem świętujących obywateli przed gmachem Parlamentu. Na 50. rocznicę w 1997 roku zaplanowano ceremonię o północy w Parlamencie, podczas której zaśpiewała Lata Mangeshkar, przewodniczącym komitetu organizacyjnego był ówczesny premier Inder Kumar Gujral.
W 2022 roku obchodzono 75. rocznicę odzyskania niepodległości. Rządowy program Azadi Ka Amrit Mahotsav przygotował różne wydarzenia i kampanie, które trwały przez 75 tygodni poprzedzających Dzień Niepodległości. Kampania Har Ghar Tiranga miała na celu wywieszenie 200 mln flag Indii w domach na terenie całego kraju.

## Galeria

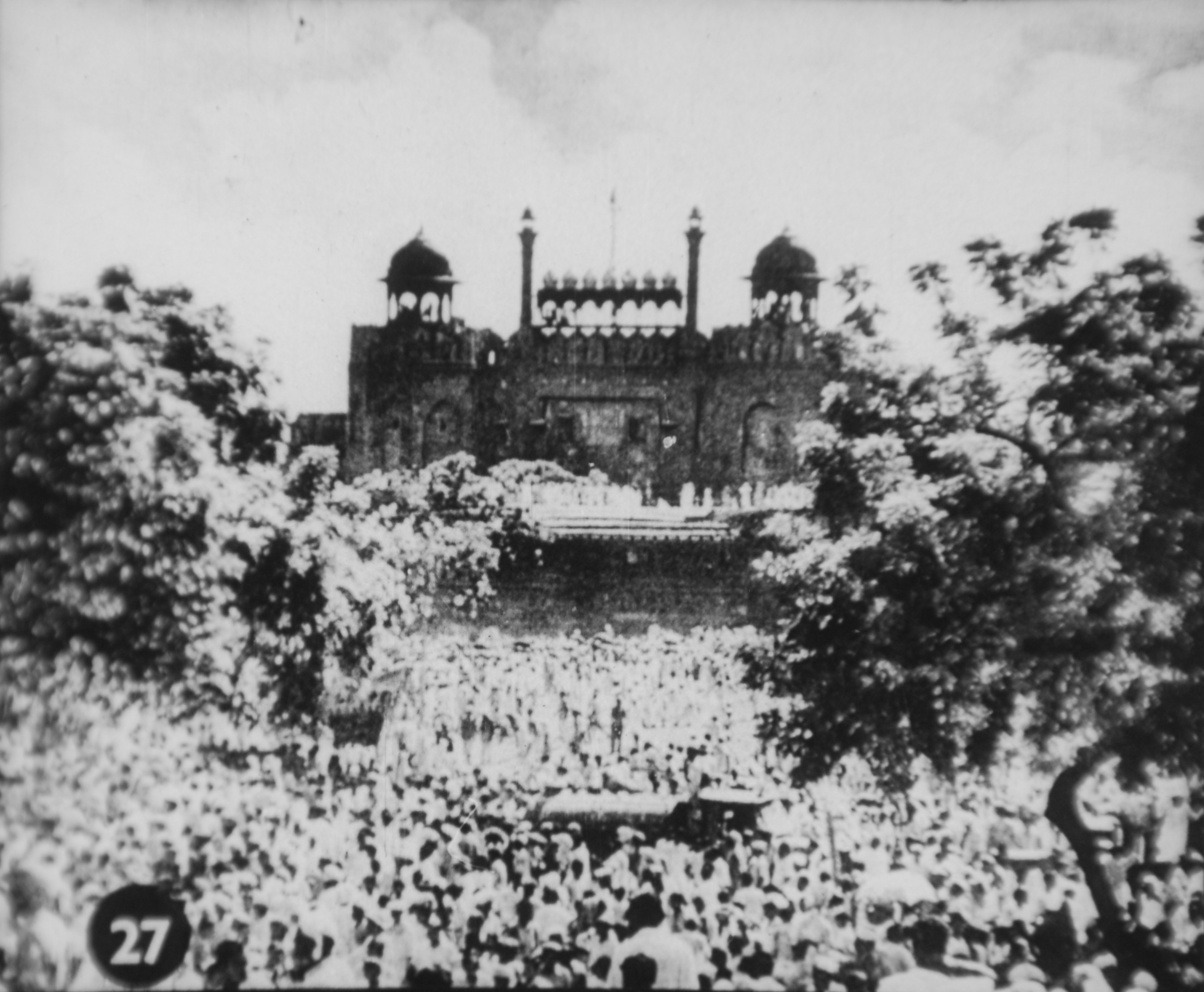
Uroczystości przed Czerwonym Fortem (1947)
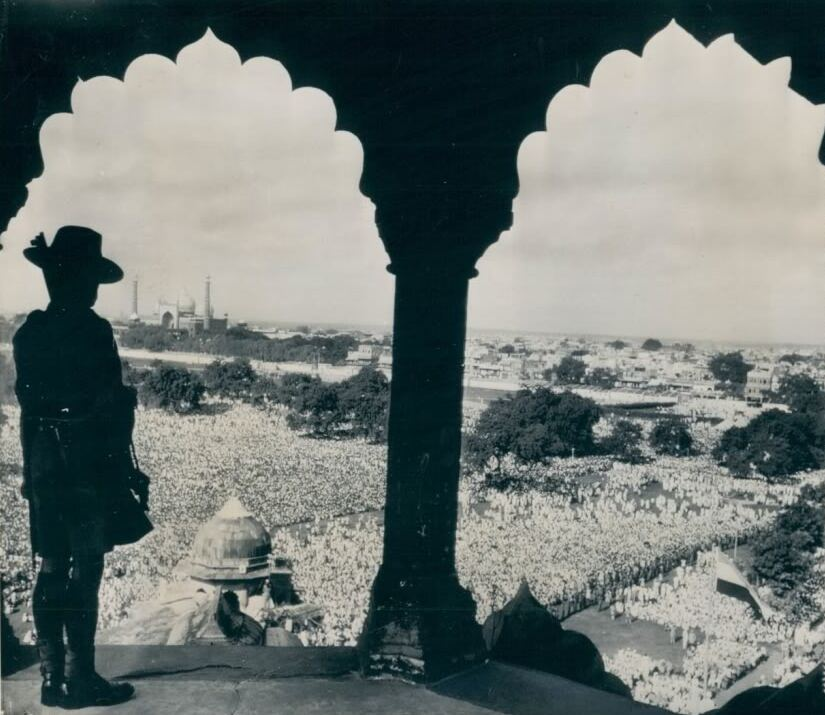
Uroczystości przed Czerwonym Fortem (1948)
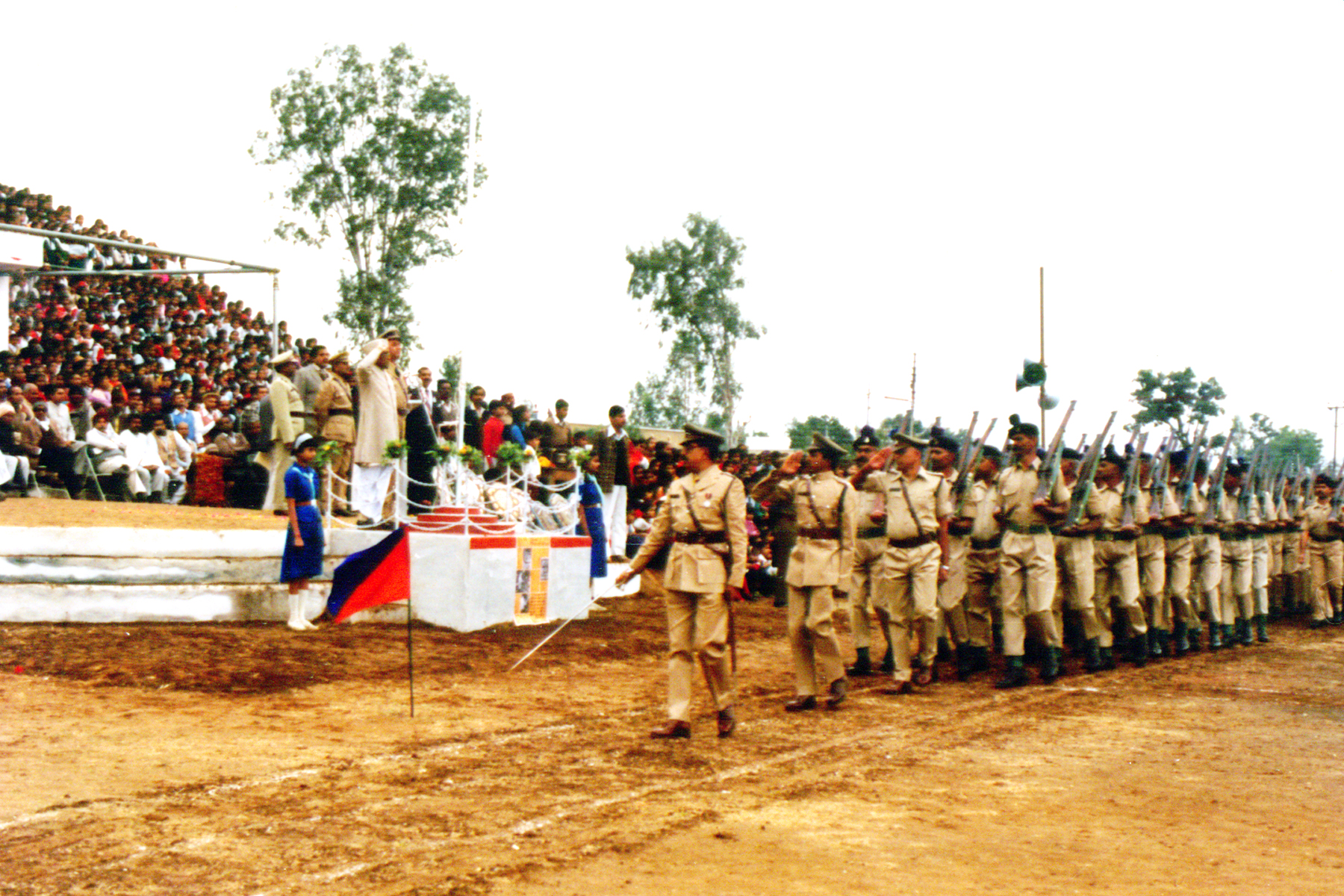
Ram Kishore Shukla(inne języki) i marsz żołnierzy (1987)
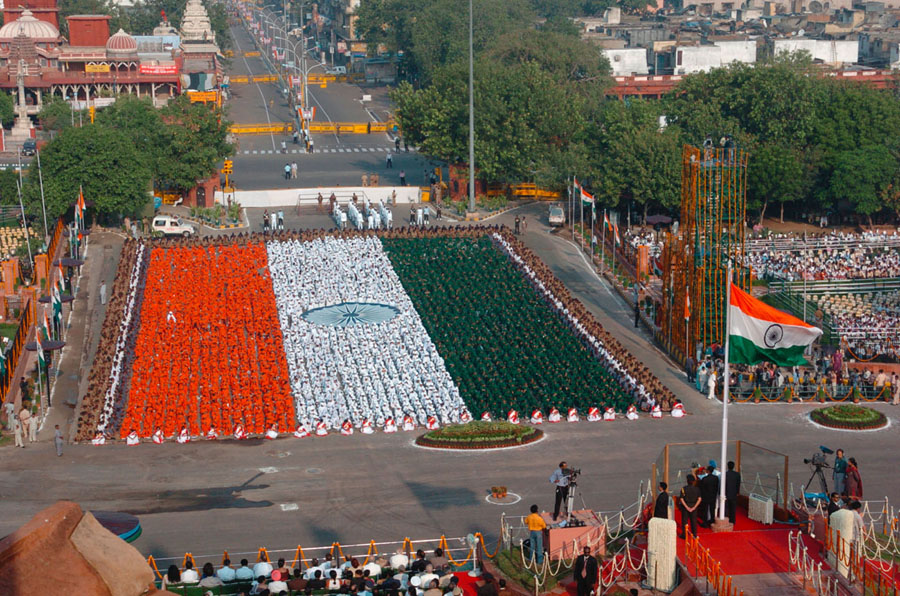
Dzieci ubrane w kolorach flagi Indii w Delhi (2004)
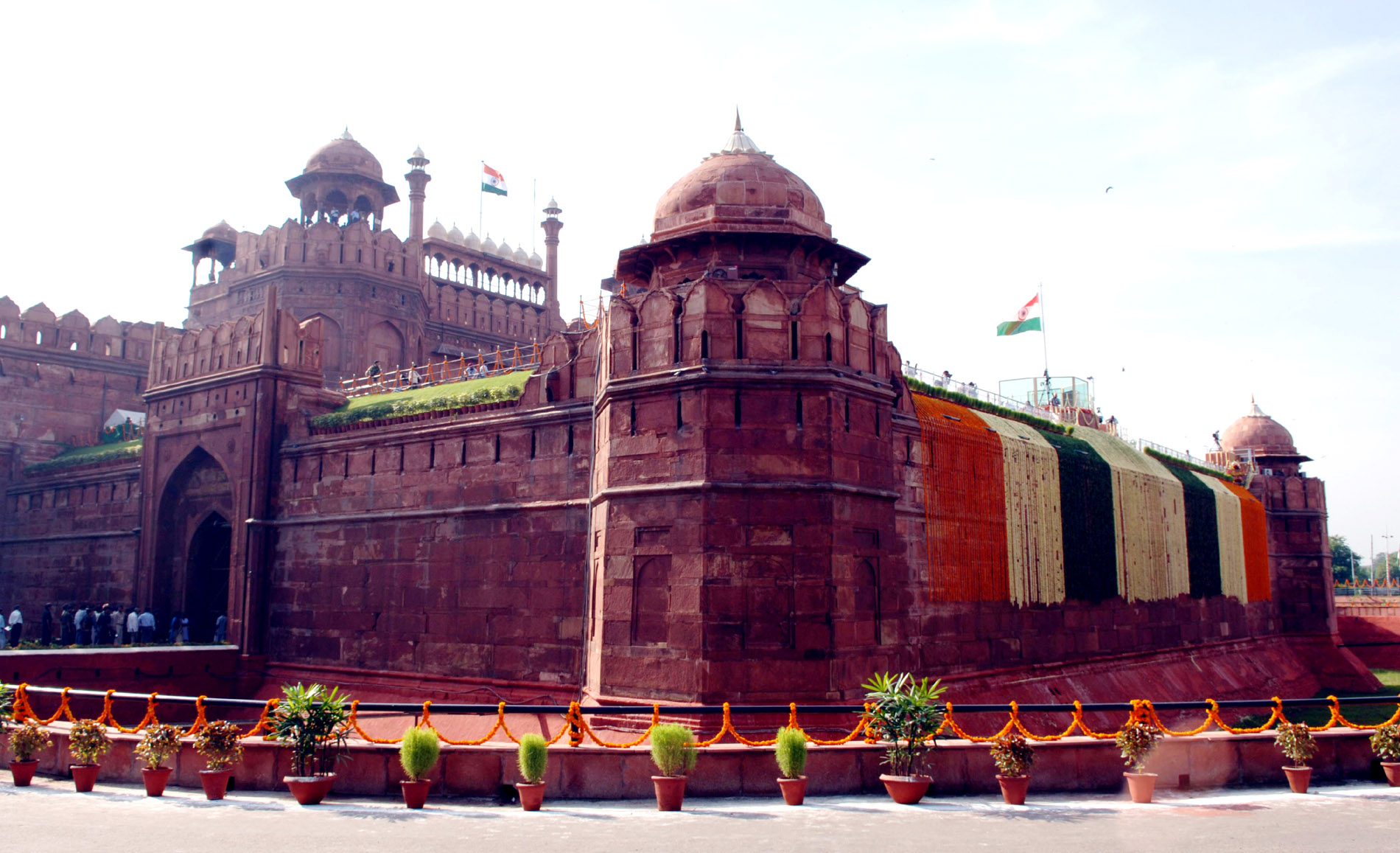
Dekoracje na Czerwonym Forcie (2006)
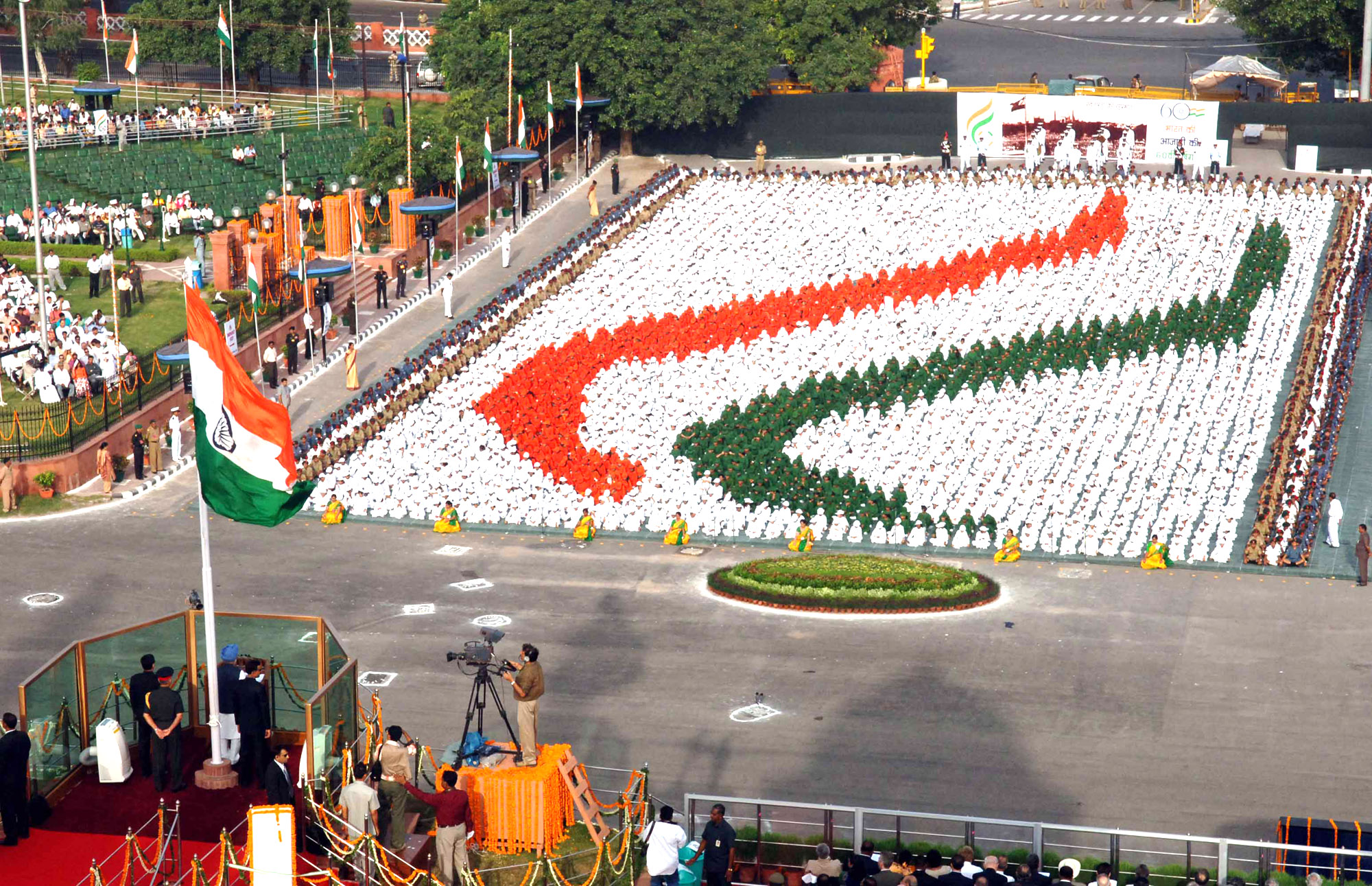
Dzieci ubrane w kolorach flagi Indii przed Czerwonym Fortem (2007)
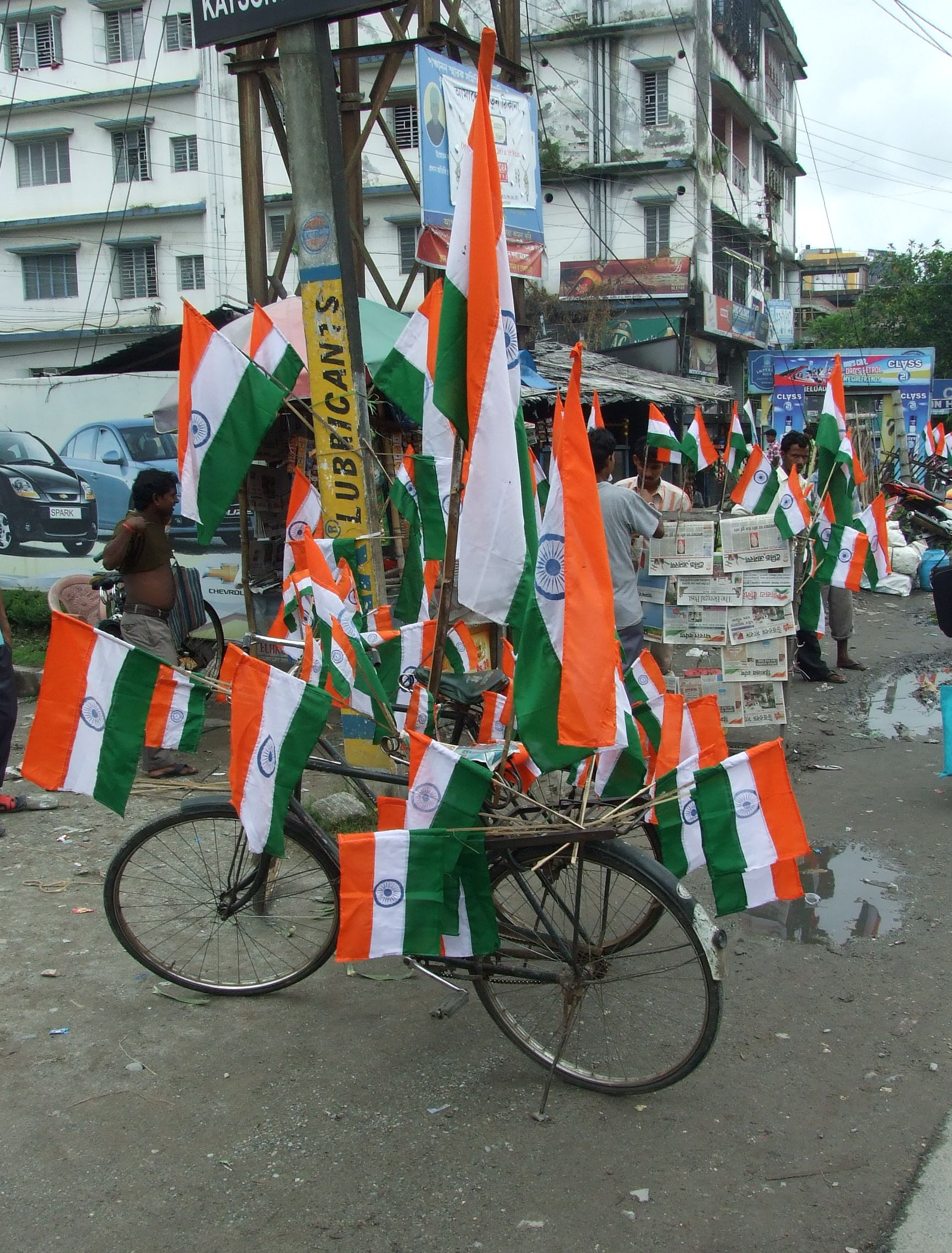
Flagi Indii na rowerze w Siliguri (2011)
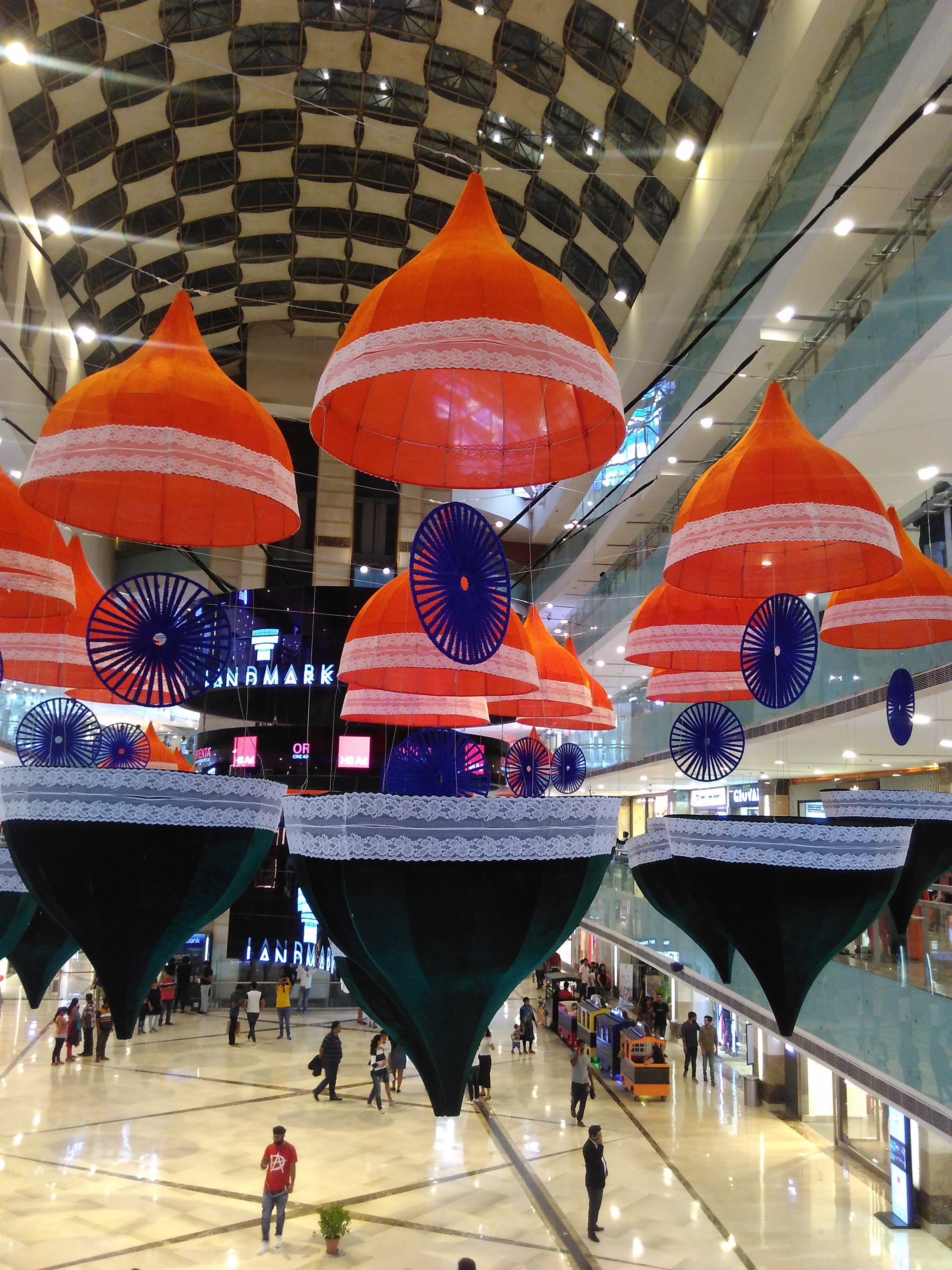
Dekoracje w centrum handlowym (2019)
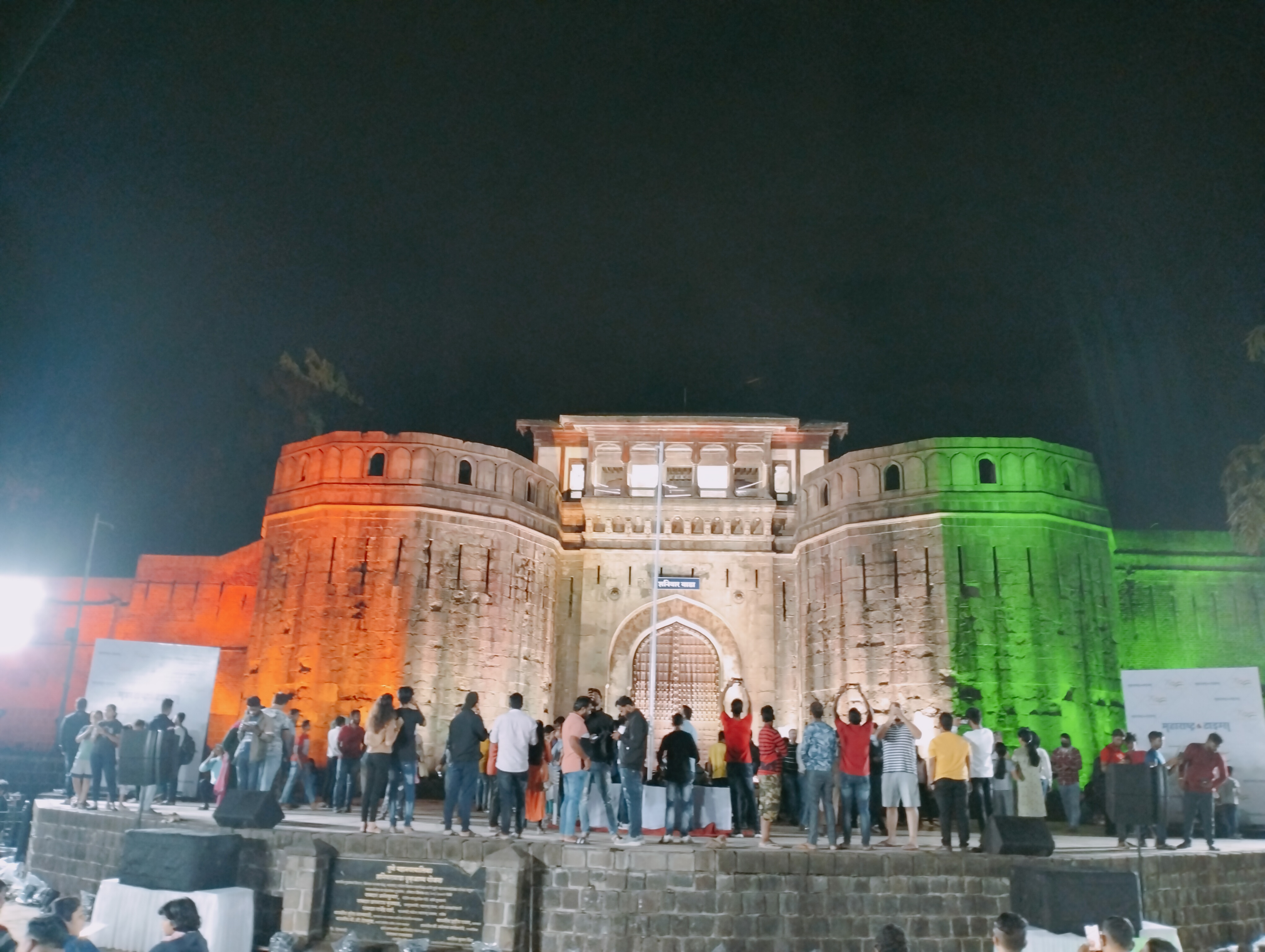
Iluminacja na forcie Shaniwar Wada(inne języki) (2022)
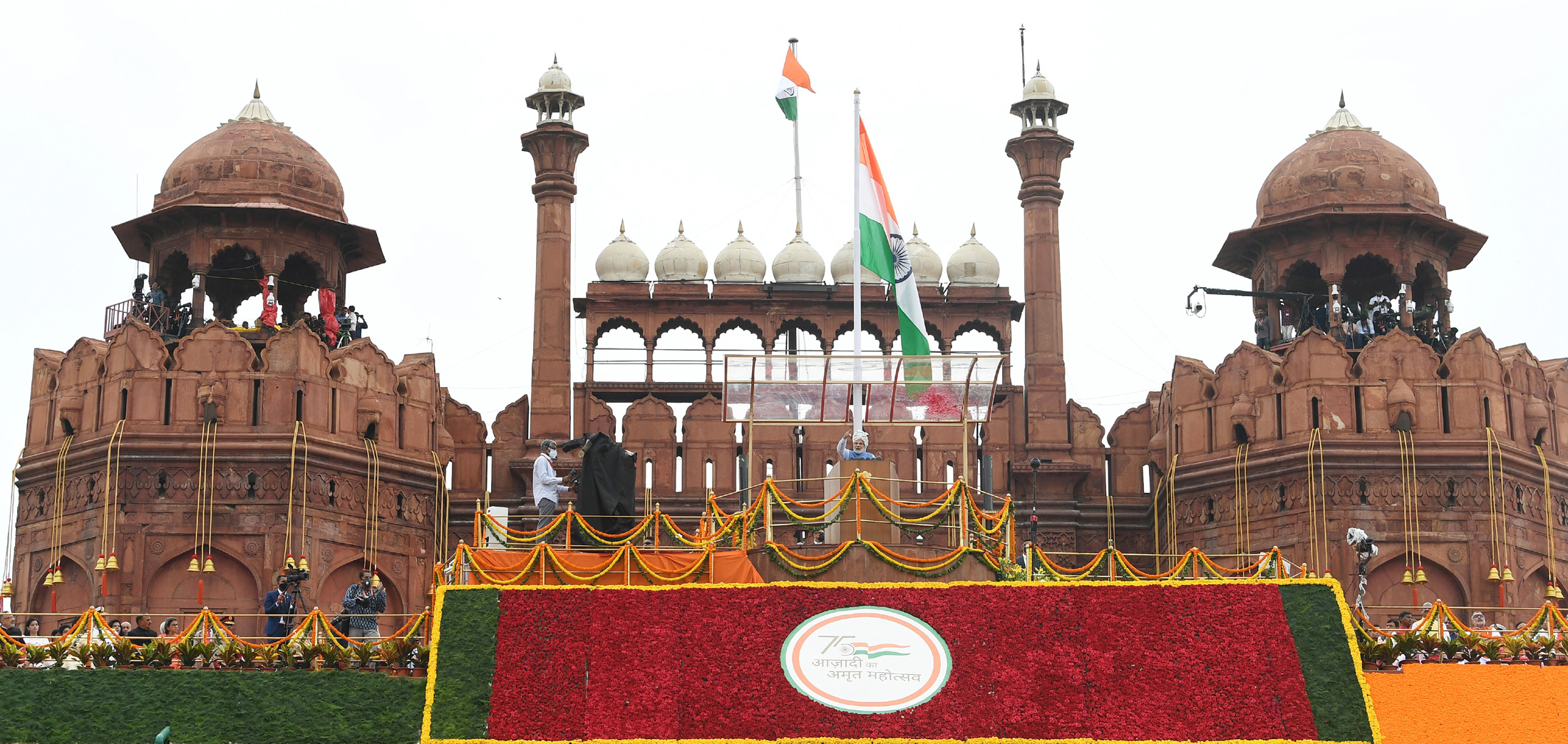
Przemówienie premiera przed Czerwonym Fortem (2022)